# CSTF1
CSTF1‏ (Cleavage stimulation factor subunit 1) هوَ بروتين يُشَفر بواسطة جين CSTF1 في الإنسان.